# Лига Европы УЕФА 2012/2013. Плей-офф
Эта статья содержит информацию о стадии плей-офф Лиги Европы УЕФА 2012/13.
В плей-офф принимают участие 32 клуба: 24 клуба, занявших первые два места в группах на групповом этапе, и 8 клубов, занявших третьи места на групповом этапе Лиги чемпионов.

## Жеребьёвка
| Ключ к цветам   |
| --------------- |
| Сеяные в 1/16   |
| Несеяные в 1/16 |

| Группа | Победитель   | 2-е место                |
| ------ | ------------ | ------------------------ |
| A      | Ливерпуль    | Анжи                     |
| B      | Виктория     | Атлетико Мадрид          |
| C      | Фенербахче   | Боруссия (Мёнхенгладбах) |
| D      | Бордо        | Ньюкасл Юнайтед          |
| E      | Стяуа        | Штутгарт                 |
| F      | Днепр        | Наполи                   |
| G      | Генк         | Базель                   |
| H      | Рубин        | Интернационале           |
| I      | Олимпик Лион | Спарта                   |
| J      | Лацио        | Тоттенхэм Хотспур        |
| K      | Металлист    | Байер 04                 |
| L      | Ганновер 96  | Леванте                  |

### Команды, выбывшие из Лиги чемпионов
| Ключ к цветам   |
| --------------- |
| Сеяные в 1/16   |
| Несеяные в 1/16 |

| Группа | Клуб          | В | Н | П | М     | ±  | Очки |
| ------ | ------------- | - | - | - | ----- | -- | ---- |
| E      | Челси         | 3 | 1 | 2 | 16−10 | +6 | 10   |
| H      | ЧФР Клуж      | 3 | 1 | 2 | 9−7   | +2 | 10   |
| B      | Олимпиакос    | 3 | 0 | 3 | 9−9   | 0  | 9    |
| G      | Бенфика       | 2 | 2 | 2 | 5−5   | 0  | 8    |
| C      | Зенит (СПб)   | 2 | 1 | 3 | 6−9   | -3 | 7    |
| F      | БАТЭ          | 2 | 0 | 4 | 9−15  | -6 | 6    |
| A      | Динамо (Киев) | 1 | 2 | 3 | 6−10  | -4 | 5    |
| D      | Аякс          | 1 | 1 | 4 | 8−16  | -8 | 4    |

## Матчи

### 1/16 финала
Первые матчи прошли 14 февраля, ответные 21 февраля.
| Команда 1                                 | Итог         | Команда 2    | 1-й матч | 2-й матч |
| ----------------------------------------- | ------------ | ------------ | -------- | -------- |
| БАТЭ                                      | 0:1          | Фенербахче   | 0:0      | 0:1      |
| Интернационале                            | 5:0          | ЧФР Клуж     | 2:0      | 3:0      |
| Леванте                                   | 4:0          | Олимпиакос   | 3:0      | 1:0      |
| Зенит                                     | 3:3 (гв.)    | Ливерпуль    | 2:0      | 1:3      |
| Динамо (Киев)                             | 1:2          | Бордо        | 1:1      | 0:1      |
| Байер 04                                  | 1:3          | Бенфика      | 0:1      | 1:2      |
| Ньюкасл Юнайтед                           | 1:0          | Металлист    | 0:0      | 1:0      |
| Штутгарт                                  | 3:1          | Генк         | 1:1      | 2:0      |
| Атлетико Мадрид                           | 1:2          | Рубин        | 0:2      | 1:0      |
| Аякс                                      | 2:2 (п. 2:4) | Стяуа        | 2:0      | 0:2      |
| Базель                                    | 3:1          | Днепр        | 2:0      | 1:1      |
| Анжи                                      | 4:2          | Ганновер 96  | 3:1      | 1:1      |
| Спарта Прага                              | 1:2          | Челси        | 0:1      | 1:1      |
| Боруссия (футбольный клуб, Мёнхенгладбах) | 3:5          | Лацио        | 3:3      | 0:2      |
| Тоттенхэм Хотспур                         | 3:2          | Олимпик Лион | 2:1      | 1:1      |
| Наполи                                    | 0:5          | Виктория     | 0:3      | 0:2      |

#### Первые матчи
| БАТЭ | 0:0     | Фенербахче |
| ---- | ------- | ---------- |
|      | (отчёт) |            |

| Интернационале   | 2:0     | ЧФР Клуж |
| ---------------- | ------- | -------- |
| Паласио 20′, 87′ | (отчёт) |          |

| Леванте                                     | 3:0     | Олимпиакос |
| ------------------------------------------- | ------- | ---------- |
| Риос 10′ · Баркеро 40′ (пен.) · Мартинс 56′ | (отчёт) |            |

| Зенит                | 2:0     | Ливерпуль |
| -------------------- | ------- | --------- |
| Халк 69′ · Семак 72′ | (отчёт) |           |

| Динамо (Киев) | 1:1     | Бордо        |
| ------------- | ------- | ------------ |
| Аруна 20′     | (отчёт) | Обраньяк 23′ |

| Байер 04 | 0:1     | Бенфика     |
| -------- | ------- | ----------- |
|          | (отчёт) | Кардосо 61′ |

| Ньюкасл Юнайтед | 0:0     | Металлист |
| --------------- | ------- | --------- |
|                 | (отчёт) |           |

| Штутгарт    | 1:1     | Генк       |
| ----------- | ------- | ---------- |
| Гентнер 42′ | (отчёт) | Плет 90+1′ |

| Атлетико Мадрид | 0:2     | Рубин на 45-й минуте удален Шаронов |
| --------------- | ------- | ----------------------------------- |
|                 | (отчёт) | Карадениз 6′ · Орбаис 90+5′         |

| Аякс                            | 2:0     | Стяуа |
| ------------------------------- | ------- | ----- |
| Алдервейрелд 28′ · Ван Рейн 48′ | (отчёт) |       |

| Базель                    | 2:0     | Днепр |
| ------------------------- | ------- | ----- |
| Штокер 23′ · Штреллер 67′ | (отчёт) |       |

| Анжи                                  | 3:1     | Ганновер 96 |
| ------------------------------------- | ------- | ----------- |
| Это’о 34′ · Ахмедов 48′ · Буссуфа 64′ | (отчёт) | Хусти 22′   |

| Спарта | 0:1     | Челси     |
| ------ | ------- | --------- |
|        | (отчёт) | Оскар 82′ |

| Боруссия (Мёнхенгладбах)                            | 3:3     | Лацио                           |
| --------------------------------------------------- | ------- | ------------------------------- |
| Штранцль 17′ (пен.) · Маркс 84′ (пен.) · Аранго 88′ | (отчёт) | Флоккари 57′ · Козак 64′, 90+4′ |

| Тоттенхэм Хотспур | 2:1     | Олимпик Лион |
| ----------------- | ------- | ------------ |
| Бейл 45′, 90+3′   | (отчёт) | Юмтити 55′   |

| Наполи | 0:3     | Виктория                             |
| ------ | ------- | ------------------------------------ |
|        | (отчёт) | Дарида 28′ · Райторал 79′ · Тецл 90′ |

#### Ответные матчи
| Фенербахче            | 1:0     | БАТЭ |
| --------------------- | ------- | ---- |
| Кристиан 45+1′ (пен.) | (отчёт) |      |

| ЧФР Клуж | 0:3     | Интернационале                  |
| -------- | ------- | ------------------------------- |
|          | (отчёт) | Гуарин 22′, 45+2′ · Бенасси 89′ |

| Олимпиакос | 0:1     | Леванте    |
| ---------- | ------- | ---------- |
|            | (отчёт) | Мартинс 9′ |

| Ливерпуль                   | 3:1     | Зенит    |
| --------------------------- | ------- | -------- |
| Суарес 28′, 59′ · Аллен 43′ | (отчёт) | Халк 19′ |

| Бордо       | 1:0     | Динамо (Киев) |
| ----------- | ------- | ------------- |
| Дьябате 41′ | (отчёт) |               |

| Бенфика              | 2:1     | Байер 04   |
| -------------------- | ------- | ---------- |
| Джон 60′ · Матич 77′ | (отчёт) | Шюррле 75′ |

| Металлист | 0:1     | Ньюкасл Юнайтед   |
| --------- | ------- | ----------------- |
|           | (отчёт) | Амеоби 64′ (пен.) |

| Генк | 0:2     | Штутгарт               |
| ---- | ------- | ---------------------- |
|      | (отчёт) | Бока 45′ · Гентнер 59′ |

| Рубин | 0:1     | Атлетико Мадрид |
| ----- | ------- | --------------- |
|       | (отчёт) | Фалькао 84′     |

| Стяуа                        | 2:0 (4:2 пен.) | Аякс |
| ---------------------------- | -------------- | ---- |
| Латовлевич 38′ · Кирикеш 76′ | (отчёт)        |      |

| Серия пенальти:                                |     |                                              |
| Русеску : · Николич : · Филип : · Латовлевич : | 4:2 | : Эриксен · : Шене · : Де Йонг · : Мойсандер |

| Днепр               | 1:1     | Базель         |
| ------------------- | ------- | -------------- |
| Селезнёв 76′ (пен.) | (отчёт) | Шер 81′ (пен.) |

| Ганновер 96 | 1:1     | Анжи         |
| ----------- | ------- | ------------ |
| Пинту 70′   | (отчёт) | Траоре 90+9′ |

| Челси      | 1:1     | Спарта     |
| ---------- | ------- | ---------- |
| Азар 90+2′ | (отчёт) | Лафата 17′ |

| Лацио                       | 2:0     | Боруссия (Мёнхенгладбах) |
| --------------------------- | ------- | ------------------------ |
| Кандрева 10′ · Гонсалес 33′ | (отчёт) |                          |

| Олимпик Лион | 1:1     | Тоттенхэм Хотспур |
| ------------ | ------- | ----------------- |
| Гоналон 17′  | (отчёт) | Дембеле 90′       |

| Виктория                | 2:0     | Наполи |
| ----------------------- | ------- | ------ |
| Коваржик 51′ · Тецл 74′ | (отчёт) |        |

### 1/8 финала
Первые матчи пройдут 7 марта, ответные 14 марта.
| Команда 1         | Итог          | Команда 2       | 1-й матч | 2-й матч |
| ----------------- | ------------- | --------------- | -------- | -------- |
| Виктория          | 1:2           | Фенербахче      | 0:1      | 1:1      |
| Бенфика           | 4:2           | Бордо           | 1:0      | 3:2      |
| Анжи              | 0:1           | Ньюкасл Юнайтед | 0:0      | 0:1      |
| Штутгарт          | 1:5           | Лацио           | 0:2      | 1:3      |
| Тоттенхэм Хотспур | 4:4 (гв.;дв.) | Интернационале  | 3:0      | 1:4      |
| Леванте           | 0:2 (дв.)     | Рубин           | 0:0      | 0:2      |
| Базель            | 2:1           | Зенит           | 2:0      | 0:1      |
| Стяуа             | 2:3           | Челси           | 1:0      | 1:3      |

#### Первые матчи
| Виктория | 0:1     | Фенербахче |
| -------- | ------- | ---------- |
|          | (отчёт) | Вебо 81′   |

| Бенфика             | 1:0     | Бордо |
| ------------------- | ------- | ----- |
| Каррассо 21′ (авт.) | (отчёт) |       |

| Анжи | 0:0     | Ньюкасл Юнайтед |
| ---- | ------- | --------------- |
|      | (отчёт) |                 |

| Штутгарт | 0:2     | Лацио                   |
| -------- | ------- | ----------------------- |
|          | (отчёт) | Эдерсон 21′ · Онази 56′ |

| Тоттенхэм Хотспур                        | 3:0     | Интернационале |
| ---------------------------------------- | ------- | -------------- |
| Бейл 6′ · Сигурдссон 18′ · Вертонген 53′ | (отчёт) |                |

| Леванте | 0:0     | Рубин |
| ------- | ------- | ----- |
|         | (отчёт) |       |

| Базель                         | 2:0     | Зенит |
| ------------------------------ | ------- | ----- |
| Диас 83′ · А.Фрай 90+4′ (пен.) | (отчёт) |       |

| Стяуа              | 1:0     | Челси |
| ------------------ | ------- | ----- |
| Русеску 34′ (пен.) | (отчёт) |       |

#### Ответные матчи
| Фенербахче | 1:1     | Виктория   |
| ---------- | ------- | ---------- |
| Учан 44′   | (отчёт) | Дарида 61′ |

| Бордо                             | 2:3     | Бенфика                         |
| --------------------------------- | ------- | ------------------------------- |
| Дьябате 74′ · Жардел 90+1′ (авт.) | (отчёт) | Жардел 30′ · Кардосо 75′, 90+2′ |

| Ньюкасл Юнайтед | 1:0     | Анжи |
| --------------- | ------- | ---- |
| Сиссе 90+3′     | (отчёт) |      |

| Лацио             | 3:1     | Штутгарт    |
| ----------------- | ------- | ----------- |
| Козак 6′, 8′, 87′ | (отчёт) | Хайналь 62′ |

| Интернационале                                                | 4:1     | Тоттенхэм Хотспур |
| ------------------------------------------------------------- | ------- | ----------------- |
| Кассано 20′ · Паласио 52′ · Галлас 75′ (авт.) · Альварес 110′ | (отчёт) | Адебайор 96′      |

| Рубин                    | 2:0     | Леванте |
| ------------------------ | ------- | ------- |
| Рондон 100′ · Дядюн 112′ | (отчёт) |         |

| Зенит       | 1:0     | Базель |
| ----------- | ------- | ------ |
| Витсель 30′ | (отчёт) |        |

| Челси                             | 3:1     | Стяуа         |
| --------------------------------- | ------- | ------------- |
| Мата 34′ · Терри 58′ · Торрес 71′ | (отчёт) | Кирикеш 45+1′ |

### 1/4 финала
Первые матчи прошли 4 апреля, ответные 11 апреля.
| Команда 1         | Итог         | Команда 2       | 1-й матч | 2-й матч |
| ----------------- | ------------ | --------------- | -------- | -------- |
| Челси             | 5:4          | Рубин           | 3:1      | 2:3      |
| Тоттенхэм Хотспур | 4:4 (п. 1:4) | Базель          | 2:2      | 2:2      |
| Фенербахче        | 3:1          | Лацио           | 2:0      | 1:1      |
| Бенфика           | 4:2          | Ньюкасл Юнайтед | 3:1      | 1:1      |

#### Первые матчи
| Челси                                       | 3:1     | Рубин                   |
| ------------------------------------------- | ------- | ----------------------- |
| Фернандо Торрес 16′, 70′ · Виктор Мозес 32′ | (отчёт) | Бибрас Натхо 41′ (пен.) |

| Тоттенхэм Хотспур                              | 2:2     | Базель                                |
| ---------------------------------------------- | ------- | ------------------------------------- |
| Эммануэль Адебайор 40′ · Гильфи Сигурдссон 58′ | (отчёт) | Валентин Штокер 30′ · Фабиан Фрай 34′ |

| Фенербахче                             | 2:0     | Лацио |
| -------------------------------------- | ------- | ----- |
| Пьер Вебо 78′ (пен.) · Дирк Кайт 90+1′ | (отчёт) |       |

| Бенфика                                                                 | 3:1     | Ньюкасл Юнайтед  |
| ----------------------------------------------------------------------- | ------- | ---------------- |
| Родриго Морено Мачадо 25′ · Родриго Лима 65′ · Оскар Кардосо 71′ (пен.) | (отчёт) | Паписс Сиссе 12′ |

#### Ответные матчи
| Рубин                                                               | 3:2     | Челси                                 |
| ------------------------------------------------------------------- | ------- | ------------------------------------- |
| Иван Маркано 51′ · Гёкдениз Карадениз 62′ · Бибрас Натхо 75′ (пен.) | (отчёт) | Фернандо Торрес 5′ · Виктор Мозес 55′ |

| Базель                                       | 2:2     | Тоттенхэм Хотспур     |
| -------------------------------------------- | ------- | --------------------- |
| Мохаммед Салах 27′ · Александар Драгович 49′ | (отчёт) | Клинт Демпси 23′, 83′ |

| Серия пенальти:                                          |     |                                                         |
| Фабиан Шер · Марко Штреллер · Фабиан Фрай · Марсело Диас | 4:1 | Том Хаддлстоун · Гильфи Сигурдссон · Эммануэль Адебайор |

| Лацио           | 1:1     | Фенербахче       |
| --------------- | ------- | ---------------- |
| Сенад Лулич 60′ | (отчёт) | Джанер Эркин 73′ |

| Ньюкасл Юнайтед  | 1:1     | Бенфика               |
| ---------------- | ------- | --------------------- |
| Паписс Сиссе 71′ | (отчёт) | Эдуардо Сальвио 90+2′ |

### 1/2 финала
Первые матчи прошли 25 апреля, ответные 2 мая.
| Команда 1  | Итог | Команда 2 | 1-й матч | 2-й матч |
| ---------- | ---- | --------- | -------- | -------- |
| Базель     | 2:5  | Челси     | 1:2      | 1:3      |
| Фенербахче | 2:3  | Бенфика   | 1:0      | 1:3      |

#### Первые матчи
| Фенербахче         | 1:0     | Бенфика |
| ------------------ | ------- | ------- |
| Эгемен Коркмаз 72′ | (отчёт) |         |

| Базель                | 1:2     | Челси                               |
| --------------------- | ------- | ----------------------------------- |
| Фабиан Шер 87′ (пен.) | (отчёт) | Виктор Мозес 12′ · Давид Луис 90+4′ |

#### Ответные матчи
| Бенфика                                    | 3:1     | Фенербахче           |
| ------------------------------------------ | ------- | -------------------- |
| Николас Гайтан 9′ · Оскар Кардосо 35′, 66′ | (отчёт) | Дирк Кайт 23′ (пен.) |

| Челси                                                   | 3:1     | Базель               |
| ------------------------------------------------------- | ------- | -------------------- |
| Фернандо Торрес 50′ · Виктор Мозес 52′ · Давид Луис 59′ | (отчёт) | Мохаммед Салах 45+1′ |

### Финал
Финал состоялся 15 мая 2013 года на стадионе «Амстердам Арена» в Амстердаме, Нидерланды.
| Бенфика                  | 1:2     | Челси                                          |
| ------------------------ | ------- | ---------------------------------------------- |
| Оскар Кардосо 68′ (пен.) | (Отчёт) | Фернандо Торрес 60′ · Бранислав Иванович 90+3′ |